# Presentosa

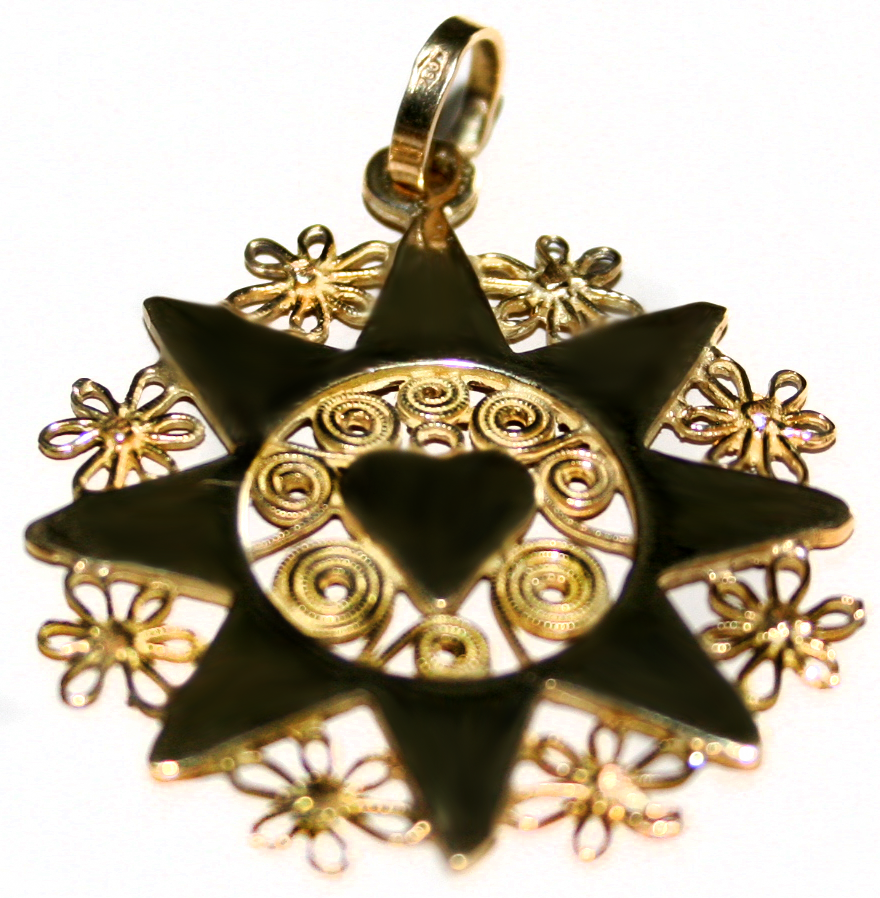
Presentosa creata in occasione del G8 del 2009 all'Aquila

La presentosa è un gioiello tradizionale femminile originario del Molise e dell'Abruzzo. Generalmente in oro o in metallo placcato oro indossato dalle donne nelle occasioni di festa.
La presentosa è un monile generalmente di forma tonda o tondeggiante con delle dentellature tutt'intorno o a forma di stella con intarsi in filigrana, incastonature con pietre preziose (utilizzate molto raramente) e rilievi che variano da zona a zona. Il gioiello viene connesso a dei ganci per orecchini o su di una collana per essere messo, quindi, in bella vista sul petto. Il monile venne rilanciato nel 1996 su iniziativa dell'Ente Artigianato della Majella (poi Ente Mostra Artigianato Artistico Abruzzese) con la pubblicazione di un opuscolo a cura del prof. Sante Petrocelli. Da tale opuscolo furono ricavati degli estratti fotografici adottati da vari siti istituzionali. In occasione del G8 dell'Aquila del 2009, il governatore abruzzese Giovanni Chiodi donò questi gioielli ai capi di stato e di governo.

## Significato del termine
Questo gioiello veniva spesso ricevuto dalle giovani donne quale promessa d'amore: era un presente" ossia "dono", da cui deriva la definizione dialettale “presentenze”, e la successiva "presentosa".

## Origini

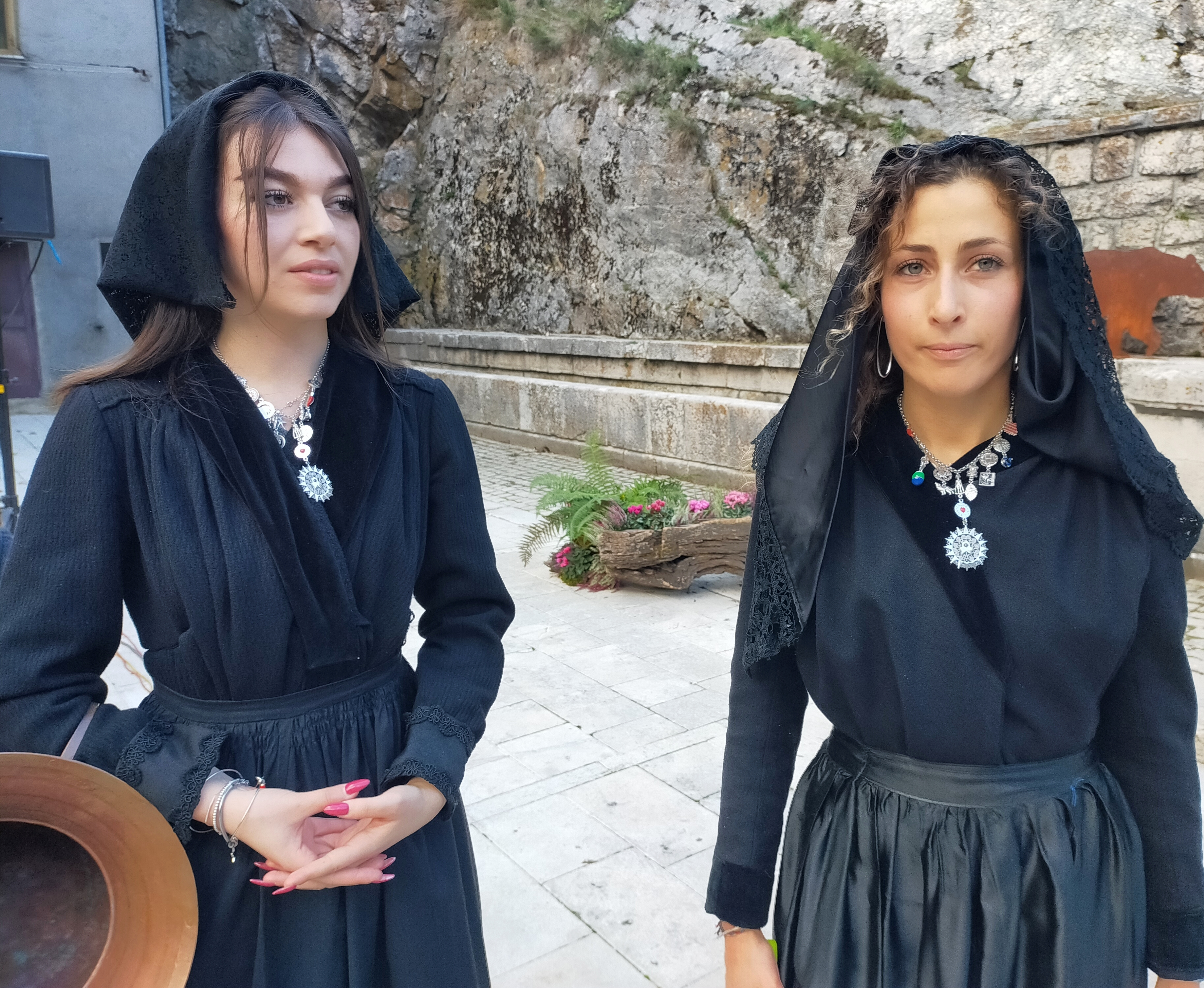
Ragazze in abito tradizionale di Pescasseroli mentre sfoggiano la presentosa

Le origini della presentosa non sono note, tuttavia le prime notizie attestate sulla produzione di tale manufatto risalgono ad un periodo compreso fra il 1804 e il 1816, quando compare per la prima volta come bene dotale di spose, mentre le prime fabbriche sorgono ad Agnone (Molise) e a Guardiagrele.Il gioiello si diffuse nell’attuale Molise e per il resto dei cosiddetti Abruzzi in area Frentana e Peligna, porzione delle province di Chieti e dell’Aquila. Nel 1894, Gabriele D'Annunzio fa una piccola descrizione del monile nel suo libro Trionfo della morte.
Tra i luoghi dove si è successivamente sviluppata la fabbricazione del gioiello figurano Avezzano, L'Aquila, Pescocostanzo, Scanno e Sulmona.

## Significato originario dei cuori all'interno della presentosa
Il motivo simbolico per eccellenza è il cuore riprodotto al centro del medaglione in diverse varianti, cuori uniti, cuore singolo, cuori accompagnati da lacrime o da sangue, da fiamme ardenti oppure uniti da una chiave. Si è diffusa nel tempo la teoria, del tutto priva di fondamento, che vuole attribuire il ciondolo con un solo cuore alle nubili, quello con due cuori alle fidanzate e quello con due cuori con mezzaluna alle maritate. A Pescocostanzo prevale la presentosa con un solo cuore. Questo ciondolo poteva essere donato in occasione della prima comunione e in quel caso riportava al centro la colomba dello Spirito Santo. Accanto a questo esistono anche altre tipologie alternative come quella con una nave al centro ad indicare il percorso sentimentale verso una nuova vita. Queste raffigurazioni simboliche erano sempre contornate da riccioli o spirali di lavorazione diversa mentre la forma è sempre quella a stella, seppure il numero delle punte può variare molto.

## Omaggi
Tra il 2018 e il 2019 a Lanciano la strada asfaltata del corso Trento e Trieste venne ricoperta con piastelle, realizzando una passeggiata bicroma con intrecci a forma di presentosa.